# Laurence Guyon
Laurence Guyon (Clermont-Ferrand, 1970) es una deportista francesa que compitió en escalada, especialista en la prueba de dificultad.
Ganó una medalla de plata en el Campeonato Mundial de Escalada de 1995 y dos medallas en el Campeonato Europeo de Escalada, plata en 1996 y bronce 1992.

## Palmarés internacional
| Campeonato Mundial | Campeonato Mundial   | Campeonato Mundial | Campeonato Mundial |
| Año                | Lugar                | Medalla            | Prueba             |
| ------------------ | -------------------- | ------------------ | ------------------ |
| 1995               | Ginebra (Suiza)      | Medalla de plata   | Dificultad         |
| Campeonato Europeo |                      |                    |                    |
| Año                | Lugar                | Medalla            | Prueba             |
| 1992               | Fráncfort (Alemania) | Medalla de bronce  | Dificultad         |
| 1996               | París (Francia)      | Medalla de plata   | Dificultad         |